# Bitschhoffen
Bitschhoffen település Franciaországban, Bas-Rhin megyében. Lakosainak száma 461 fő (2022. január 1.). Bitschhoffen Engwiller, Haguenau, Kindwiller, Mietesheim és Val-de-Moder községekkel határos.

## Népesség
A település népességének változása:
| Lakosok száma | 446  | 445  | 467  | 459  | 462  | 460  | 459  | 460  | 461  |
|               | 2013 | 2015 | 2016 | 2017 | 2018 | 2019 | 2020 | 2021 | 2022 |